# Університет Говернорса
41°26′55″ пн. ш. 87°43′00″ зх. д. / 41.4486° пн. ш. 87.7167° зх. д.
Університет Говернорса (Governors State, GSU, GovState або GOVST) — державний університет в Юніверсіті Парк, штат Іллінойс. Кампус площею 750 акрів (3,0 км2) розташований за 30 миль (48 км) на південь від Чикаго, штат Іллінойс. GSU був заснований у 1969 році. Це державний університет, який пропонує програми бакалаврату, магістра та доктора. GSU має чотири коледжі: Коледж мистецтв і наук, Коледж бізнесу, Коледж освіти та Коледж охорони здоров'я та соціальних служб.

## Історія
Університет був заснований як підтримуваний державою навчальний заклад вищого рівня 17 липня 1969 року, коли губернатор штату Іллінойс Річард Б. Огілві підписав законопроєкт 666 Палати представників. Спочатку планувалося відкрити для студентів у вересні 1973 року, чотирирічний період планування скоротили до двох років, і GSU отримав свій перший клас з 500 студентів у вересні 1971 року. Університет використовував складські приміщення як тимчасовий будинок під час будівництва кампусу. Під керівництвом першого президента університету, Вільяма Енгбретсона, викладачі створили експериментальне освітнє середовище, орієнтоване на спільне навчальне середовище між студентами та викладачами під час занять, які називаються модулями, які збиралися протягом восьмитижневих сесій. GSU був одним із оригінальних «університетів без стін», а також університетом, який пропонував не оцінки, а компетенції. Замість кафедр він мав міждисциплінарні дослідження, і всі професори мали звання професора університету.
Університет перейшов від експериментальної навчальної програми до більш традиційної моделі після того, як Енгбретсон пішов у відставку, а Лео Гудман-Маламут став другим президентом GSU. GSU розвинув академічні підрозділи та кафедри, професорів із званням (доцент, доцент та професор), а також відремонтував відкритий простір головного корпусу для аудиторій та офісних приміщень. Структуровані заняття за триместровим розкладом разом із традиційними транскриптами були іншими змінами в епоху.
Дотримуючись початкового мандату обслуговувати недостатньо забезпечені студенти, такі як ветерани та нетрадиційні студенти з деякими кредитами коледжу, але без ступеня, університет розробив телекурси в 1980-х роках. Заняття проводилися в одній із двох телевізійних студій GSU, а потім були доступні через стрічку або у вигляді програм на кабельних каналах.
Перша докторська програма була створена в 2007 році як професійний докторський ступінь з фізичної терапії. GSU продовжив розвиток інших докторських програм із сестринської справи, ерготерапії та освіти. У 2014 році штат схвалив університет розширити навчальну програму для першокурсників і другокурсників. Разом із прийомом першокурсників і другокурсників у кампусі, університет відкрив свою першу гуртожиток на території кампусу, відому як Prairie Place. Університет створив невеликі класи для першокурсників з курсами, які викладають викладачі повного робочого дня, а індивідуальні сесії обмежуються 30 студентами.

## Інтернет-ресурси
- Офіційний сайт
- Official athletics website